# Washington Luís Pereira de Sousa

Washington Luís Pereira de Sousa

Washington Luís Pereira de Sousa (n. 26 octombrie 1869 — d. 4 august 1957) a fost un politician brazilian. S-a născut în Macaé, Rio de Janeiro, dar a trăit și a studiat Dreptul în Sao Paulo. A fost ales guvernator al provinciei Sao Paulo în 1920 și președinte al Braziliei în 1926. Pereira de Sousa a fost cel de-al 13-lea și ultimul președinte al Primei Republici Braziliene. În timpul crizei politice din 1929, președintele a pierdut o mare parte din încrederea poporului. El l-a desemnat pe prietenul lui cel mai bun, Julio Prestes, să-i fie succesor în 1930, însă, cu doar 3 săptămâni înaintea expirării mandatului său, Pereira de Sousa a fost îndepărtat de la putere de forțe politico-militare conduse de Getúlio Vargas.